# خوسيه ماريا بينو سواريز
خوسيه ماريا بينو سواريز (بالإسبانية: José María Pino Suárez)‏ هو محامي وسياسي مكسيكي، ولد في 8 سبتمبر 1869 في المكسيك، وتوفي في 22 فبراير 1913 في مدينة مكسيكو في المكسيك. حزبياً، نشط في الحزب الليبرالي المكسيكي. وقد انتخب Governor of Yucatán ‏ وانتخب List of vice presidents of Mexico ‏.

## روابط خارجية
- خوسيه ماريا بينو سواريز على موقع الموسوعة البريطانية (الإنجليزية)